# Beaucarnea stricta
Espèce
Synonymes
- Beaucarnea glauca (Lem.) Hereman[1]
- Beaucarnea purpusii Rose[1]
- Beaucarnea recurvata var. stricta (Lem.) Baker[1]
- Dasylirion strictum (Lem.) J.F.Macbr.[1]
- Nolina stricta (Lem.) Cif. & Giacom.[1]
- Pincenectitia glauca Lem.[1]

Beaucarnea stricta est une espèce de plantes à fleurs de la famille des Asparagaceae. C'est une plante arborescente dont la base de la tige est extrêmement large, ce qui lui vaut le nom commun de « Pied d'éléphant », nom qu'elle partage avec d'autres espèces similaires. Sa croissance est extrêmement lente et, ayant des besoins en eau limités, elle est adaptée aux environnements secs.

## Systématique
L'espèce Beaucarnea stricta a été décrite en 1861 par le botaniste français Charles Lemaire (1800-1871),. 

## Description
C'est une plante arborescente de 6 à 10 m de haut. Tiges de 1 à 2 m de diamètre, base élargie, conique, écorce épaisse, brun grisâtre ; branches robustes, peu ramifiées.
Feuilles en rosettes, dressées ; limbes de 45 à 70 cm de long, 1 à 1,7 cm de large, linéaires, presque plats, verts à vert pâle, base de 3 à 4 cm de long, 4 à 5 cm de large, face supérieure et inférieure papillonneuse, papilles disposées en sillons. Inflorescences de 1,3 à 1,5 m de long, jaunes ; pédoncules de 25 à 35 cm de long ; bractées triangulaires, vert pâle ou jaune blanchâtre ; branches primaires de 10 à 20 cm de long ; branches secondaires de 4 à 9 cm de long, couvertes de fleurs, visibles uniquement pendant la fructification ou lorsqu'elles sont sèches ; bractées caduques, 5 à 8 mm de long.
Fleurs mâles, regroupées de quatre ou cinq par nœud, pédicelles 2-3 mm de long, tépales 2-5 mm de long, d'environ 0,2 mm de large, ovales, dressés à l'anthèse, blanc jaunâtre, étamines avec filaments d'environ 1 mm de long ; fleurs femelles, regroupées de deux ou trois par nœud, pédicelles de 2,5-3 mm de long, articulés près de la fleur, tépales de 1,5-2 mm de long, jusqu'à 1 mm de large, blancs.
Fruits en capsules de 1 à 1,2 cm de long, 0,7 à 0,9 mm de large, ellipsoïdales, jaunes, brillantes, ailes du fruit de 1 à 1,2 cm de long, jusqu'à 2 mm de large ; graines de 4 à 4,5 mm de long, 3 à 3,5 mm de large, ellipsoïdales, testa rugueuse et de couleur brune.

## Distribution
C'est une espèce endémique du Mexique, et plus précisément de la vallée de Tehuacán-Cuicatlán, qui comprend les États de Puebla et d'Oaxaca.

## Habitat
C'est une espèce typique du maquis xérophile, une communauté végétale dominée par des arbustes de moins de 4 m de haut, où les précipitations annuelles sont de 300 à 700 mm, avec une saisonnalité marquée des pluies, au moins sept mois de sécheresse par an. La température moyenne varie de 12 à 26 °C. L'espèce Beaucarnea stricta se rencontre aux altitudes comprises entre Modèle:Formatnm:1600 et 2 200 m.

## État de conservation
Plusieurs espèces du genre Beaucarnea sont appréciées comme plantes ornementales. Actuellement, neuf espèces de ce genre sont menacées, principalement en raison de la perte et de la transformation de leur habitat, ainsi que de l'extraction et de la commercialisation illégales de spécimens et de graines provenant de leur habitat naturel. Dans le cas de Beaucarnea stricta, il s'agit d'une espèce en voie de disparition selon la NOM-059-SEMARNAT 2010 qui a été récemment (2016), inscrite à l'annexe II de la CITES.

## Publication originale
- Ch. Lemaire, L'Illustration horticole, journal spécial des serres et des jardins : ou choix raisonné des plantes les plus intéressantes sous le rapport ornemental, comprenant leur histoire complète, leur description comparée, leur figure et leur culture, vol. 8, Gand, Ambroise Verschaffelt, 1861, 76 p. (lire en ligne), p. 61.